# Reginald Courtenay Welch

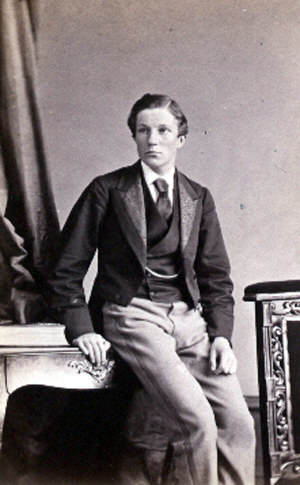
Reginald (de) Courtenay Welch als Harrow-Student.

Reginald (de) Courtenay Welch (* 17. Oktober 1851 in Kensington; † 4. Juni 1939 in Farnham) war ein englischer Fußballspieler und Sportfunktionär. Als Torhüter und Verteidiger in der frühen Fußballgeschichte gewann er mit dem Wanderers FC in den Jahren 1872 und 1873 die ersten beiden Ausgaben des englischen FA Cups. Dazu war er Teil der englischen Nationalmannschaft, die Ende November 1872 das erste offizielle Fußball-Länderspiel gegen Schottland bestritt.

## Leben
Welch wurde im Oktober 1851 im wohlhabenden Londoner Stadtteil Kensington geboren. Als Sohn von John Welch, der als Barrister des Inner Temples gesellschaftlich zur Oberschicht gehörte, besuchte er das Internat der Harrow School. Dort entwickelte er neben den akademischen Zielen auch seine sportlichen Fähigkeiten, wobei er neben dem Fußball auch im Cricket aktiv war – im Jahr 1872 absolvierte er diesbezüglich fünf Auswahlspiele für die Harrow School. Im Fußball zog es ihn nach Auftritten für die Old Harrovians und die Harrow Chequers zum Wanderers FC. In der ersten FA-Cup-Runde 1871/72 der Fußballgeschichte war er im Finale der Torhüter der Wanderers, die am 16. März 1872 im Londoner Kennington Oval mit 1:0 gegen die Royal Engineers gewannen. Mehr als ein halbes Jahr später war Welch ebenfalls Teil einer „Meilenstein-Mannschaft“, als er mit einer englischen Auswahl am 30. November 1872 das erste offizielle Fußballländerspiel gegen Schottland bestritt. Die Partie endete torlos und Welch bekleidete die Halbposition im 1-1-8-System. Im anschließenden Jahr verteidigte er mit den Wanderers den Pokaltitel mit einem 2:0 im Endspiel gegen die Oxford University und stand dabei erneut zwischen den Pfosten. Mit seinem zweiten und letzten Auftritt für England am 7. März 1874 gegen Schottland, das mit 1:2 verloren ging, verabschiedete er sich aus dem Rampenlicht als aktiver Fußballer. Im „Hintergrund“ arbeitete er zwischen 1873 und 1875 (sowie später von 1879 bis 1890) für den englischen Fußballverband, bevor er dem Sport weitgehend den Rücken kehrte.
Sein Fokus lag nun beim Militär und als Offizier bildete er nicht nur zwischen 1883 und 1895 Soldaten aus, sondern war auch an der Militärakademie in Farnham maßgeblich beteiligt. Ab 1895 war er Rektor der Hochschule und blieb bis zu seinem Tod im Juni 1939 dort tätig. Er hatte dabei zuvor sämtliche englische Kameraden aus dem ersten Länderspiel überlebt, was auch für seinen einzigen Sohn (Leutnant) Walter George Frederic Welch galt, der im Ersten Weltkrieg im Oktober 1914 im belgischen Ypern gefallen war.

## Titel/Auszeichnungen
- Englischer Pokalsieger (2): 1872, 1873